# Pastel (manga)
Pastel (ぱすてる?, Pasuteru) è un manga shōnen scritto e disegnato da Toshihiko Kobayashi, pubblicato in Giappone da Kōdansha. Originariamente uscì pubblicato nello Shōnen Magazine, poi successivamente venne spostato nel 2003 nel Magazine Special. Dal capitolo 50 in poi acquista una cadenza mensile. Un altro lavoro di Toshihiko Kobayashi, Parallel, ha una trama molto simile a quella di Pastel.

## Trama
Tadano Mugi è un ragazzo di 16 anni che vive da solo a Onomichi: sua madre morì anni prima e suo padre, che per mestiere fa il fotografo, è sempre in viaggio per lavoro. Quando la sua ragazza, Hinako, lo lascia perché si deve trasferire a Tokyo, Mugi cade in depressione. Kazuki, il miglior amico di Mugi, lo invita a lavorare con lui al chiosco e all'albergo sulla spiaggia di sua zia, nella speranza che il lavoro lo distragga dai suoi problemi di cuore. Ma le cose cambiano quando, trasportando una cassa di bottiglie vuote sul retro, osserva accidentalmente una bellissima ragazza, Yuu Tsukisaki, cambiarsi. Yuu, invece di arrabbiarsi, gli chiede ¥120 (quasi 1€) perché l'aveva spiata. Nei giorni in seguito, Kazuki, esce con una ragazza e, chiedendo a quest'ultima un'amica per farla uscire insieme a Mugi, fa rincontrare Yuu con quest'ultimo, che la sera stessa si innamora di lei.
La sera dopo, per uno scherzo di Kazuki, viene mandato nel bagno delle donne a pulire, sotto promessa di una paga extra, ma trova Yuu nuda che lo schiaffeggia, dopo che aveva dato la colpa a Kazuki.
Il giorno dopo, Mugi, intenzionato a scusarsi per l'incidente della sera prima, chiede di Yuu, ma scopre che è partita dalla spiaggia per prendere il traghetto che l'avrebbe portata in città. Decidendo che avrebbe lottato questa volta per questa relazione, si getta di corsa al porto per arrivare prima che il traghetto parta, non riuscendoci. Torna allora in città intenzionato a trovarla, anche se ci vorrà tempo, ma una sua conoscente lo avvisa che suo padre era tornato in città. Precipitatosi a casa, urlando contro il padre che lo aveva costretto a lavorare perché non gli dava soldi, trova, aprendo la porta del bagno, ancora una volta Yuu nuda. Trovato suo padre, viene a sapere che Yuu e Tsukasa (la sorella minore) sono figlie di un suo caro amico, defunto da poco, e che, da quel giorno in poi, abiteranno con lui, perché non hanno dove andare. La vicenda si sviluppa fra intrecci amorosi ed eterni esitazioni di Mugi che non riesce a trovare il coraggio di dichiararsi.

## Personaggi
Tadano Mugi (只野 麦?, Tadano Mugi)
È il protagonista maschile della storia. Vive a Onomichi da solo perché sua madre morì anni prima e suo padre, che per mestiere fa il fotografo, è sempre in viaggio per lavoro. È molto auto-sufficiente e sa fare molto bene i lavori di casa, varie riparazioni, gestirsi il denaro ed è veramente bravo a cucinare. Il  suo nome viene spesso preso in giro a causa del suo significato in giapponese (infatti "Tada-no-Mugi" si può tradurre come "solo orzo"). È molto responsabile e paziente ma è un imbranato con le ragazze.